# Super Formula 2018
La stagione 2018 della Super Formula è stata la quarantaseiesima edizione del più importante campionato giapponese per vetture a ruote scoperte, la sesta con la denominazione di Super Formula. La serie inizia il 22 aprile e termina il 28 ottobre, dopo 7 weekend di gare, anche se ne vengono disputate solo 6. È l'ultima stagione in cui viene impiegata, quale unica vettura ammessa, la Dallara SF14. La serie viene vinta dal pilota giapponese Naoki Yamamoto, mentre il titolo per le scuderie viene aggiudicato alla Kondō Racing.

## La pre-stagione

### Calendario
La gara di Autopolis, prevista per il 13 maggio, è stata cancellata per le cattive condizioni meteorologiche.
| Gara | Gara | Nome                             | Circuito                           | Giri       | Lunghezza                  | Data        |
| ---- | ---- | -------------------------------- | ---------------------------------- | ---------- | -------------------------- | ----------- |
| 1    | 1    | NGK SPARK PLUG Suzuka 2 & 4 Race | Circuito di Suzuka                 | 51         | 51 x 5,807 km = 296,157 km | 22 aprile   |
| 2    | 2    | Autopolis Super 2&4 Race         | Autopolis                          | Cancellata | Cancellata                 | 13 maggio   |
| 3    | 3    |                                  | Sportsland SUGO                    | 68         | 68 x 3,704 km = 251,880 km | 27 maggio   |
| 4    | 4    |                                  | Circuito del Fuji                  | 55         | 55 x 4,563 km = 250,965 km | 8 luglio    |
| 5    | 5    | Twin Ring Motegi 2&4 Race        | Twin Ring Motegi                   | 52         | 52 x 4,801 km = 249,652 km | 19 agosto   |
| 6    | 6    |                                  | Circuito Internazionale di Okayama | 34         | 34 x 3,703 km = 125,892 km | 9 settembre |
| 7    | 7    | JAF Grand Prix                   | Circuito di Suzuka                 | 43         | 43 x 5,807 km = 249,481 km | 29 ottobre  |

- Tutte le corse sono disputate in Giappone.

### Test
La prima sessione di test si tiene sul Circuito di Suzuka tra il 12 e il 13 marzo, la seconda sul Circuito del Fuji tra il 28 e il 29 marzo.
| Circuito           | Data                  | Pilota più veloce   | Team                  | Tempo    | Giri |
| ------------------ | --------------------- | ------------------- | --------------------- | -------- | ---- |
| Circuito di Suzuka | 12 marzo (mattina)    | Kamui Kobayashi     | Team KCMG             | 1'36"122 | 39   |
| Circuito di Suzuka | 12 marzo (pomeriggio) | Kazuki Nakajima     | TOM's                 | 1'36"141 | 40   |
| Circuito di Suzuka | 13 marzo (mattina)    | Koudai Tsukakoshi   | Real Racing           | 1'37"532 | 36   |
| Circuito di Suzuka | 13 marzo (pomeriggio) | Nobuharu Matsushita | Team Dandelion Racing | 1'37"002 | 21   |
| Circuito del Fuji  | 29 marzo (mattina)    | Yuhi Sekiguchi      | Team Impul            | 1'21"861 | 30   |
| Circuito del Fuji  | 29 marzo (pomeriggio) | Yuji Kunimoto       | P.mu/cerumo・INGING   | 1'22"168 | 42   |
| Circuito del Fuji  | 30 marzo (mattina)    | Tomoki Nojiri       | Team Dandelion Racing | 1'21"621 | 31   |
| Circuito del Fuji  | 30 marzo (pomeriggio) | Hiroaki Ishiura     | P.mu/cerumo・INGING   | 1'22"495 | 47   |

## Piloti e team

### Piloti
Il tedesco André Lotterer, dopo 15 stagioni in Giappone, abbandona la categoria. Ha conseguito il titolo nel 2011. Al suo posto corre il britannico James Rossiter, ex pilota del Kondo Racing, che rientra nel campionato, dopo un anno d'assenza.
Il francese Pierre Gasly diventa pilota titolare, in via definitiva, per la Scuderia Toro Rosso, nel Campionato mondiale di Formula 1. Il suo sedile, nel Team Mugen è preso da Nirei Fukuzumi, terzo nella GP3 Series 2017. Fukuzumi competerà anche nella F2, tanto da preferire questo campionato, quando le date saranno contemporanee con quelle della Super Formula. Il Team Le Mans iscrive Pietro Fittipaldi, nipote di Emerson Fittipaldi, proveniente dalla Formula 3.5, per prendere il posto di Felix Rosenqvist; il brasiliano sarà sostituito dal francese Tom Dillmann, in arrivo dalla Formula E, nelle gare che si corrono in contemporanea con la IndyCar Series. Inizialmente era stato individuato, per sostituire Fittipaldi, Oliver Rowland. La scuderia conferma anche Kazuya Oshima. A seguito dell'incidente patito a Spa, in una gara endurance, Fittipaldi è sostituito da Dillman per un più alto numero di gare.
Il nipponico Nobuharu Matsushita rientra nella categoria, dopo due stagioni nella GP2 Series e una in Formula 2, correndo per il Docomo Team Dandelion Racing. Prende il posto di Takuya Izawa, passato alla Nakajima Racing.
Anche Ryō Hirakawa rientra nel campionato col Team Impul, sostituendo Jann Mardenborough.
Per la gara di Autopolis il Team Mugen schiera Sena Sakaguchi al posto di Nirei Fukuzumi, mentre in quello di Sugo Dan Ticktum. Fukuzumi torna a Motegi. Nella gara di Motegi rientra nella categoria il brasiliano João Paulo de Oliveira, al posto di Kazuki Nakajima, alla TOM's mentre Yuichi Nakayama sostituisce Kobayashi alla KCMG. Sia Nakajima che Kobayashi rientrano nella gara di Okayama.

### Tabella riassuntiva
| Team                         | Motore | No. | Piloti                 | Gare     |
| ---------------------------- | ------ | --- | ---------------------- | -------- |
| P.mu/cerumo・INGING          | Toyota | 1   | Hiroaki Ishiura        | Tutte    |
| P.mu/cerumo・INGING          | Toyota | 2   | Yuji Kunimoto          | Tutte    |
| Kondō Racing                 | Toyota | 3   | Nick Cassidy           | Tutte    |
| Kondō Racing                 | Toyota | 4   | Kenta Yamashita        | Tutte    |
| Docomo Team Dandelion Racing | Honda  | 5   | Tomoki Nojiri          | Tutte    |
| Docomo Team Dandelion Racing | Honda  | 6   | Nobuharu Matsushita    | Tutte    |
| SUNOCO Team LeMans           | Toyota | 7   | Pietro Fittipaldi      | 1        |
| SUNOCO Team LeMans           | Toyota | 7   | Tom Dillmann           | 2-7      |
| SUNOCO Team LeMans           | Toyota | 8   | Kazuya Oshima          | Tutte    |
| Team Mugen                   | Honda  | 15  | Nirei Fukuzumi         | 1, 5-7   |
| Team Mugen                   | Honda  | 15  | Sena Sakaguchi         | 2        |
| Team Mugen                   | Honda  | 15  | Dan Ticktum            | 3-4      |
| Team Mugen                   | Honda  | 16  | Naoki Yamamoto         | Tutte    |
| Real Racing                  | Honda  | 17  | Koudai Tsukakoshi      | Tutte    |
| carrozzeria Team KCMG        | Toyota | 18  | Kamui Kobayashi        | 1-4, 6-7 |
| carrozzeria Team KCMG        | Toyota | 18  | Yuichi Nakayama        | 5        |
| Itochu Enex Team Impul       | Toyota | 19  | Yuhi Sekiguchi         | Tutte    |
| Itochu Enex Team Impul       | Toyota | 20  | Ryō Hirakawa           | Tutte    |
| Vantelin Team Tom's          | Toyota | 36  | Kazuki Nakajima        | 1-4, 6-7 |
| Vantelin Team Tom's          | Toyota | 36  | João Paulo de Oliveira | 5        |
| Vantelin Team Tom's          | Toyota | 37  | James Rossiter         | Tutte    |
| B-MAX Racing Team            | Honda  | 50  | Katsumasa Chiyo        | Tutte    |
| Nakajima Racing              | Honda  | 64  | Narain Karthikeyan     | Tutte    |
| Nakajima Racing              | Honda  | 65  | Takuya Izawa           | Tutte    |

- Tutte le vetture sono Dallara SF14.

## Risultati e classifiche

### Risultati
| Gara | Gara | Circuito         | Tempo       | Velocità     | Pole Position   | Giro Veloce     | Vincitore       | Vettura        | Team                |
| ---- | ---- | ---------------- | ----------- | ------------ | --------------- | --------------- | --------------- | -------------- | ------------------- |
| 1    | 1    | Suzuka           | 1h29'25"365 | 198,71 km/h  | Naoki Yamamoto  | James Rossiter  | Naoki Yamamoto  | Dallara-Honda  | Team Mugen          |
| 2    | 2    | Autopolis        |             |              | Ryō Hirakawa    | Cancellata      | Cancellata      | Cancellata     | Cancellata          |
| 3    | 3    | Sugo             | 1h26'22"912 | 174,960 km/h | Tomoki Nojiri   | Yuhi Sekiguchi  | Naoki Yamamoto  | Dallara-Honda  | Team Mugen          |
| 4    | 4    | Fuji             | 1h20'59"984 | 185,562 km/h | Nick Cassidy    | Nick Cassidy    | Nick Cassidy    | Dallara-Toyota | Kondō Racing        |
| 5    | 5    | Twin Ring Motegi | 1h24'19"998 | 177,630 km/h | Hiroaki Ishiura | Nirei Fukuzumi  | Hiroaki Ishiura | Dallara-Toyota | P.mu/cerumo・INGING |
| 6    | 6    | Okayama          | 1h11’57"682 | 104,817 km/h | Yuhi Sekiguchi  | Kamui Kobayashi | Yuhi Sekiguchi  | Dallara-Toyota | Team Impul          |
| 7    | 7    | Suzuka           | 1h14'40"652 | 200,62 km/h  | Naoki Yamamoto  | Yuhi Sekiguchi  | Naoki Yamamoto  | Dallara-Honda  | Team Mugen          |

### Classifica piloti
I punti sono assegnati secondo lo schema seguente:
| Gare 1-6 | 10 | 8 | 6 | 5 | 4 | 3 | 2 | 1 | 1 |
| Gara 7   | 13 | 8 | 6 | 5 | 4 | 3 | 2 | 1 | 1 |

| Pilota | Posizione              | S2&4 | A2&4 | SUG | FUJ | M2&4 | OKA | JAF | Punti |
| ------ | ---------------------- | ---- | ---- | --- | --- | ---- | --- | --- | ----- |
| 1      | Naoki Yamamoto         | 1    | C    | 1   | 8   | 7    | 10  | 1   | 38    |
| 2      | Nick Cassidy           | 7    | C    | 2   | 1   | 3    | 5   | 2   | 37    |
| 3      | Hiroaki Ishiura        | 4    | C    | 11  | 2   | 1    | 7   | 11  | 25    |
| 4      | Yuhi Sekiguchi         | 2    | C    | 13  | 6   | 16   | 1   | 8   | 18    |
| 5      | Ryō Hirakawa           | Rit  | C    | 9   | 4   | 2    | 3   | Rit | 17    |
| 6      | Kazuki Nakajima        | 8    | C    | 3   | 5   |      | 17  | 5   | 15    |
| 7      | Tomoki Nojiri          | 3    | C    | 7   | 14  | 8    | 4   | 9   | 12,5  |
| 8      | Yuji Kunimoto          | 13   | C    | Rit | 3   | 15   | 8   | 4   | 11,5  |
| 9      | Kenta Yamashita        | 9    | C    | 8   | 18  | 6    | 6   | 3   | 11,5  |
| 10     | Kamui Kobayashi        | 10   | C    | 6   | 12  |      | 2   | 13  | 7     |
| 11     | Nobuharu Matsushita    | 12   | C    | 10  | 9   | 4    | 9   | 7   | 7     |
| 12     | Kazuya Oshima          | 15   | C    | 15  | 7   | 5    | 16  | 14  | 6     |
| 13     | Koudai Tsukakoshi      | 6    | C    | 12  | 13  | 10   | 12  | 6   | 6     |
| 14     | Tom Dillmann           |      | C    | 4   | 10  | 12   | Rit | 15  | 5     |
| 15     | Narain Karthikeyan     | 17   | C    | 5   | 16  | 11   | 13  | 17  | 4     |
| 16     | Takuya Izawa           | 5    | C    | 14  | 15  | 14   | 14  | 16  | 4     |
| 17     | James Rossiter         | 11   | C    | Rit | 19  | 9    | 11  | Rit | 0     |
| 18     | Katsumasa Chiyo        | 14   | C    | Rit | 17  | 19   | 15  | 10  | 0     |
| 19     | Dan Ticktum            |      |      | Rit | 11  |      |     |     | 0     |
| 20     | Nirei Fukuzumi         | Rit  |      |     |     | 17   | 18  | 12  | 0     |
| 21     | Yuichi Nakayama        |      |      |     |     | 13   |     |     | 0     |
| 22     | Pietro Fittipaldi      | 16   |      |     |     |      |     |     | 0     |
| 23     | João Paulo de Oliveira |      |      |     |     | 18   |     |     | 0     |
| —      | Sena Sakaguchi         |      | C    |     |     |      |     |     | -     |
| Pos    | Pilota                 | S2&4 | A2&4 | SUG | FUJ | M2&4 | OKA | JAF | Punti |

| Colore  | Risultato             |
| ------- | --------------------- |
| Oro     | Vincitore             |
| Argento | 2º posto              |
| Bronzo  | 3º posto              |
| Verde   | Finito a punti        |
| Blu     | Finito senza punti    |
| Viola   | Ritirato (Rit)        |
| Viola   | Non classificato (NC) |
| Rosso   | Non qualificato (NQ)  |
| Nero    | Squalificato (SQ)     |
| Bianco  | Non partito (NP)      |
| Bianco  | Non ha gareggiato     |
| Bianco  | Infortunato (INF)     |
| Bianco  | Escluso (ES)          |
| Bianco  | Gara cancellata (C)   |

### Classifica scuderie
| Pos. | Team                  | Nr. | S2&4 | A2&4 | SUG | FUJ | M2&4 | OKA | JAF | Punti |
| ---- | --------------------- | --- | ---- | ---- | --- | --- | ---- | --- | --- | ----- |
| 1    | Kondō Racing          | 3   | 7    | C    | 2   | 1   | 3    | 5   | 2   | 47,5  |
| 1    | Kondō Racing          | 4   | 9    | C    | 8   | 18  | 6    | 6   | 3   | 47,5  |
| 2    | Team Mugen            | 15  | Rit  | C    | Rit | 11  | 17   | 18  | 12  | 36    |
| 2    | Team Mugen            | 16  | 1    | C    | 1   | 8   | 7    | 10  | 1   | 36    |
| 3    | P.mu/cerumo・INGING   | 1   | 4    | C    | 11  | 2   | 1    | 7   | 11  | 35,5  |
| 3    | P.mu/cerumo・INGING   | 2   | 13   | C    | Rit | 3   | 15   | 8   | 4   | 35,5  |
| 4    | Team Impul            | 19  | 2    | C    | 13  | 6   | 16   | 1   | 8   | 33    |
| 4    | Team Impul            | 20  | Rit  | C    | 9   | 4   | 2    | 3   | Rit | 33    |
| 5    | Team Dandelion Racing | 5   | 3    | C    | 7   | 14  | 8    | 4   | 9   | 18,5  |
| 5    | Team Dandelion Racing | 6   | 12   | C    | 10  | 9   | 4    | 9   | 7   | 18,5  |
| 6    | Team Tom's            | 36  | 8    | C    | 3   | 5   | 18   | 17  | 5   | 15    |
| 6    | Team Tom's            | 37  | 11   | C    | Rit | 19  | 9    | 11  | Rit | 15    |
| 7    | Team LeMans           | 7   | 16   | C    | 4   | 10  | 12   | Rit | 15  | 11    |
| 7    | Team LeMans           | 8   | 15   | C    | 15  | 7   | 5    | 16  | 14  | 11    |
| 8    | Nakajima Racing       | 64  | 17   | C    | 5   | 16  | 11   | 13  | 17  | 8     |
| 8    | Nakajima Racing       | 65  | 5    | C    | 14  | 15  | 14   | 14  | 16  | 8     |
| 9    | Team KCMG             | 18  | 10   | C    | 6   | 12  | 13   | 2   | 13  | 7     |
| 10   | Real Racing           | 17  | 6    | C    | 12  | 13  | 10   | 12  | 6   | 6     |
| 11   | B-MAX Racing Team     | 50  | 14   | C    | Rit | 17  | 19   | 15  | 10  | 0     |
| Pos. | Team                  | Nr. | S2&4 | A2&4 | SUG | FUJ | M2&4 | OKA | JAF | Punti |

| Colore  | Risultato             |
| ------- | --------------------- |
| Oro     | Vincitore             |
| Argento | 2º posto              |
| Bronzo  | 3º posto              |
| Verde   | Finito a punti        |
| Blu     | Finito senza punti    |
| Viola   | Ritirato (Rit)        |
| Viola   | Non classificato (NC) |
| Rosso   | Non qualificato (NQ)  |
| Nero    | Squalificato (SQ)     |
| Bianco  | Non partito (NP)      |
| Bianco  | Non ha gareggiato     |
| Bianco  | Infortunato (INF)     |
| Bianco  | Escluso (ES)          |
| Bianco  | Gara cancellata (C)   |

## Test post-stagionali
Il Circuito di Suzuka ha ospitato i test post stagionali, tra il 5 e 6 dicembre.
| Circuito           | Data                    | Pilota più veloce | Team             | Tempo    | Giri |
| ------------------ | ----------------------- | ----------------- | ---------------- | -------- | ---- |
| Circuito di Suzuka | 5 dicembre (mattino)    | Ryō Hirakawa      | Team Impul       | 1'38"210 | 21   |
| Circuito di Suzuka | 5 dicembre (pomeriggio) | Nirei Fukuzumi    | Dandelion Racing | 1'36"912 | 52   |
| Circuito di Suzuka | 6 dicembre (mattino)    | Tomoki Nojiri     | Team Mugen       | 1'37"297 | 20   |
| Circuito di Suzuka | 6 dicembre (pomeriggio) | Kazuki Nakajima   | TOM's            | 1'38"335 | 18   |